# 삼양라면
삼양라면(三養라면)은 대한민국의 식료품 회사인 삼양식품에서 제조 중인 라면이다. 1963년 9월부터 생산·판매 중이다.

## 역사
1963년 9월 15일에 한국 최초의 라면으로 출시되었으며, 일제강점기와 한국전쟁으로 피폐해진 한국의 식량난 타개를 목적으로 주식인 쌀을 대체하여 쉽고 간단하게 먹을 수 있는 식품을 공급하려는 취지에서 만들어졌다.  이 제품은 삼양식품의 설립자인 전중윤 회장이 일본의 《묘-죠-쇼쿠힌(일본어: 明星食品 명성식품[*])》에서 라면 기계 2대를 들여와서 생산하기 시작하였다.
닭고기 스프와 제품의 주황색 표지에 중량 100g에 10원의 가격으로 처음 선보였다. 3년간 시행 착오를 거쳐 대한민국의 시장 점유율 1위의 대표 라면으로 사랑을 받았으나 1989년에 일어난 공업용 쇠기름 사건으로 큰 타격을 받았다.

## 제품
삼양라면
1963년 9월 15일에 출시된 대한민국 최초의 인스턴트 라면이자, 삼양라면 시리즈의 오리지널 버전이다.

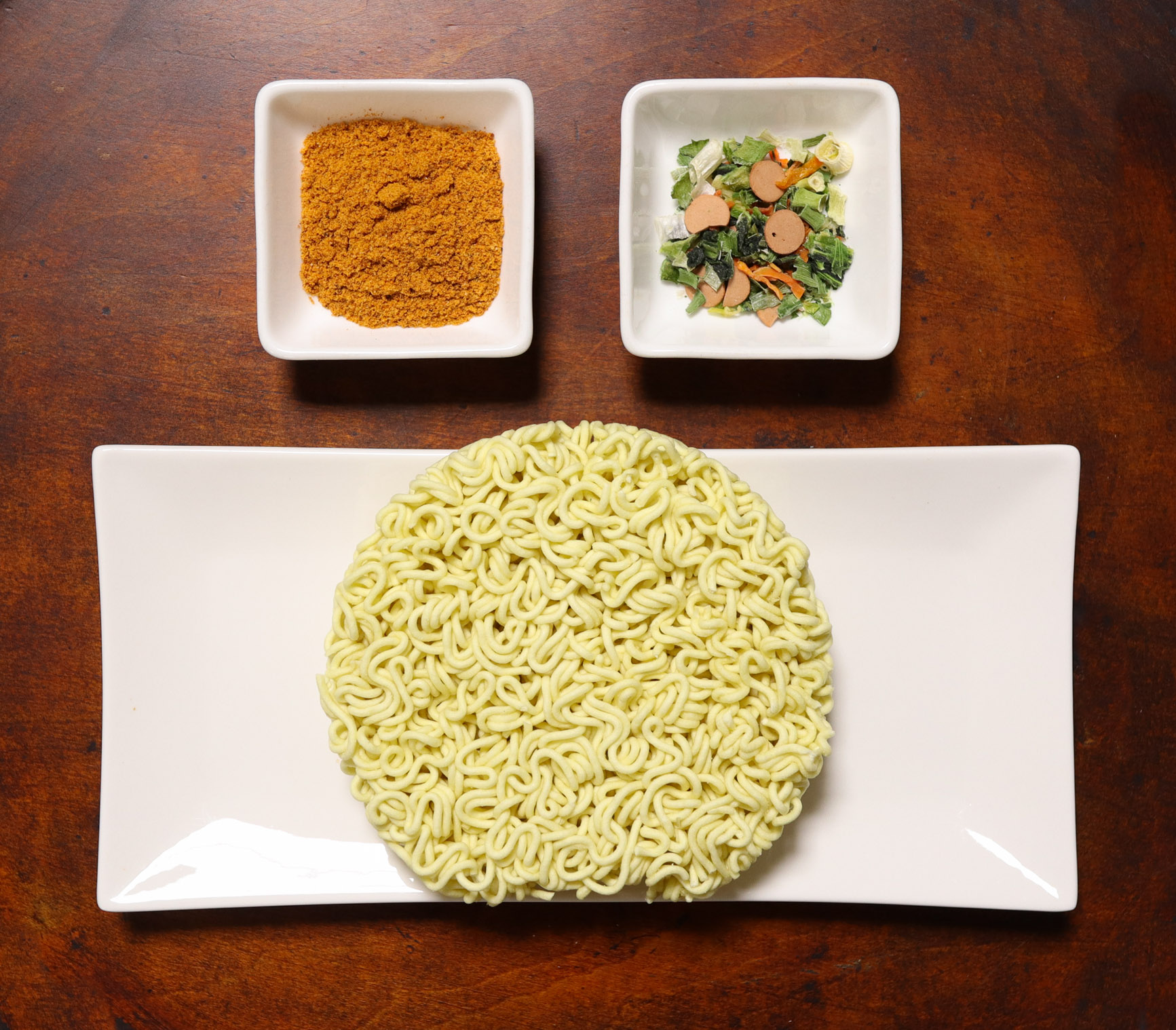
삼양라면 재료
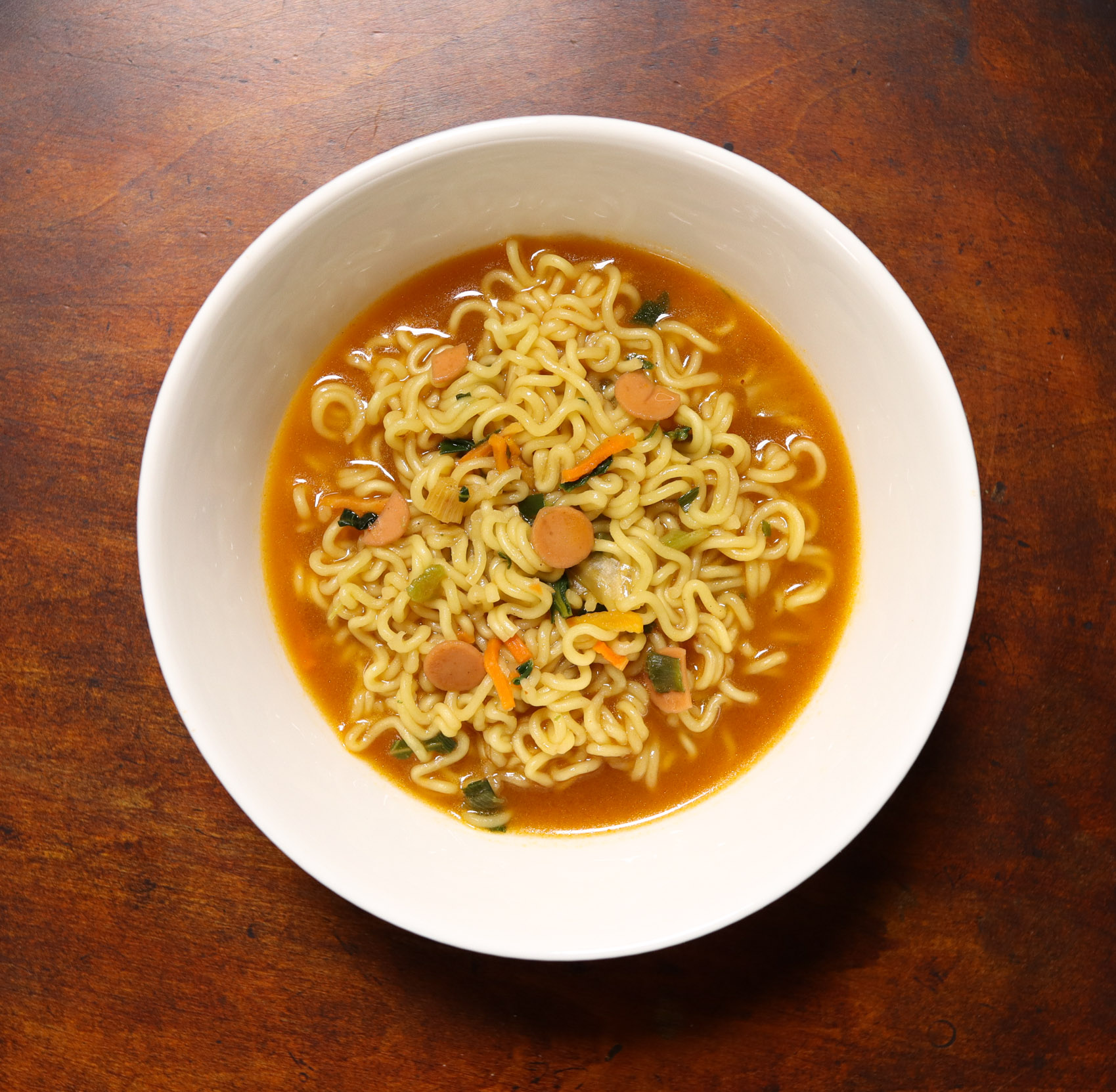
삼양라면
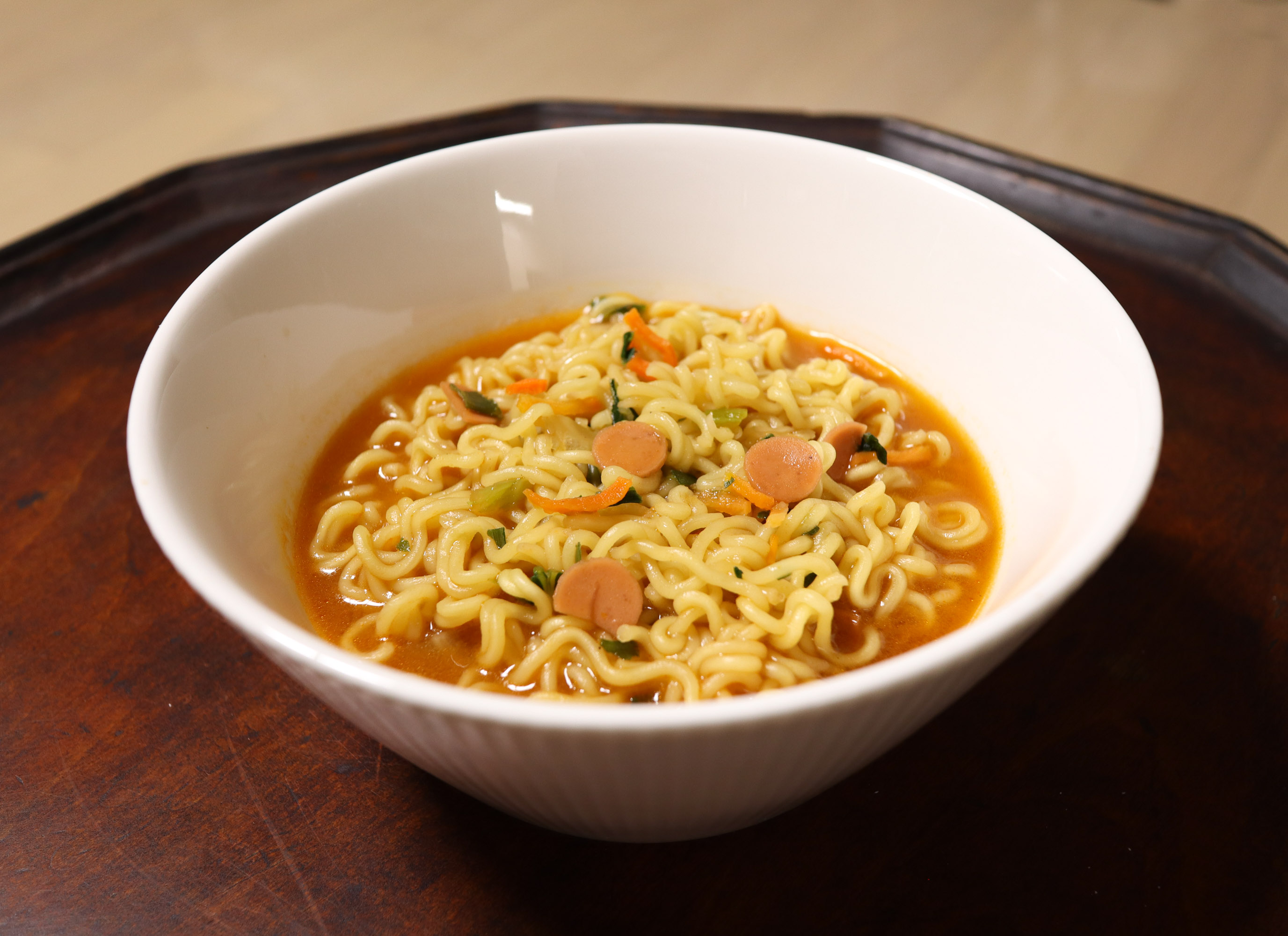
삼양라면

삼양라면 매운맛
2017년 8월 17일에 출시된 삼양라면의 매운맛 버전이다.

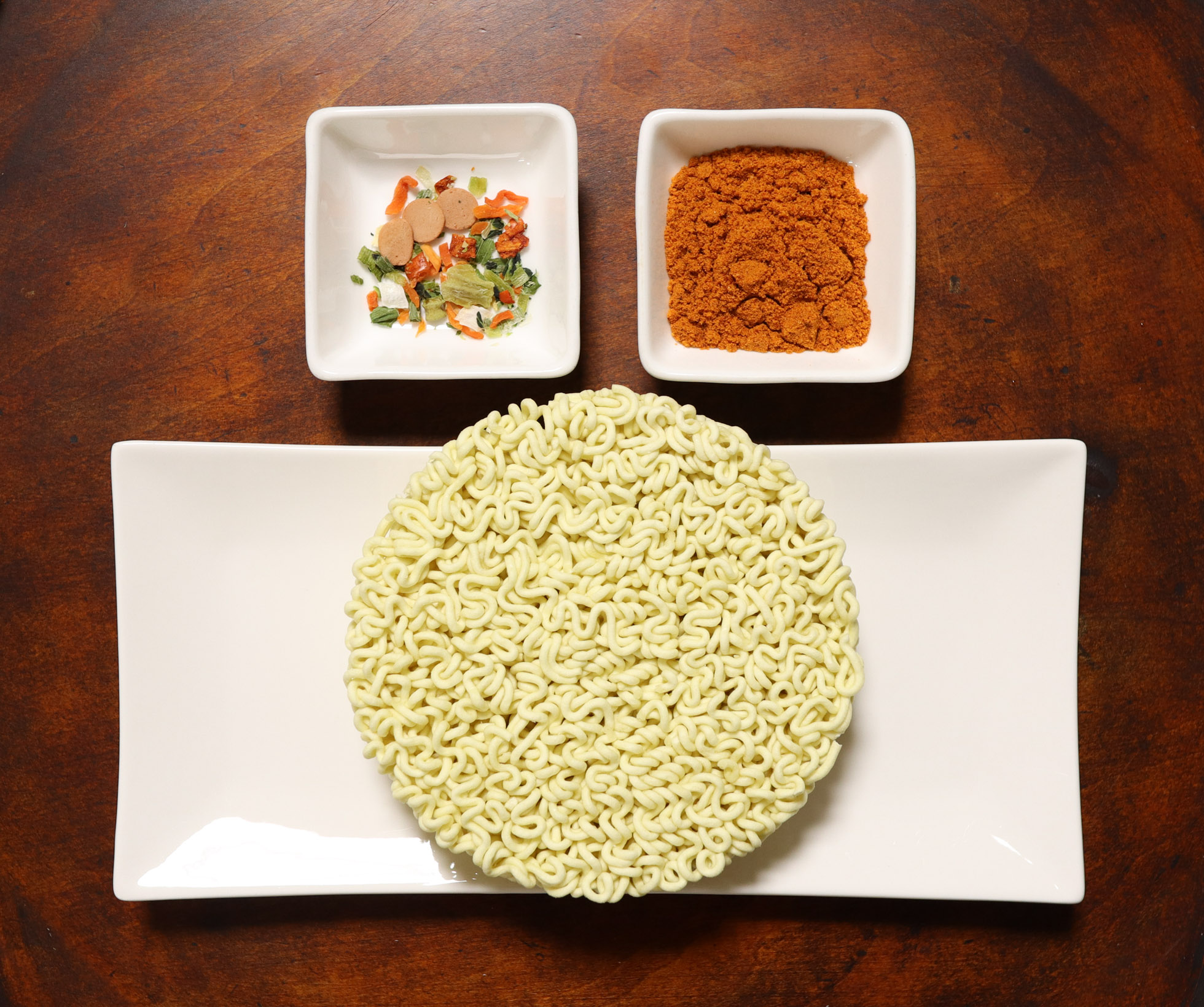
삼양라면 매운맛 재료
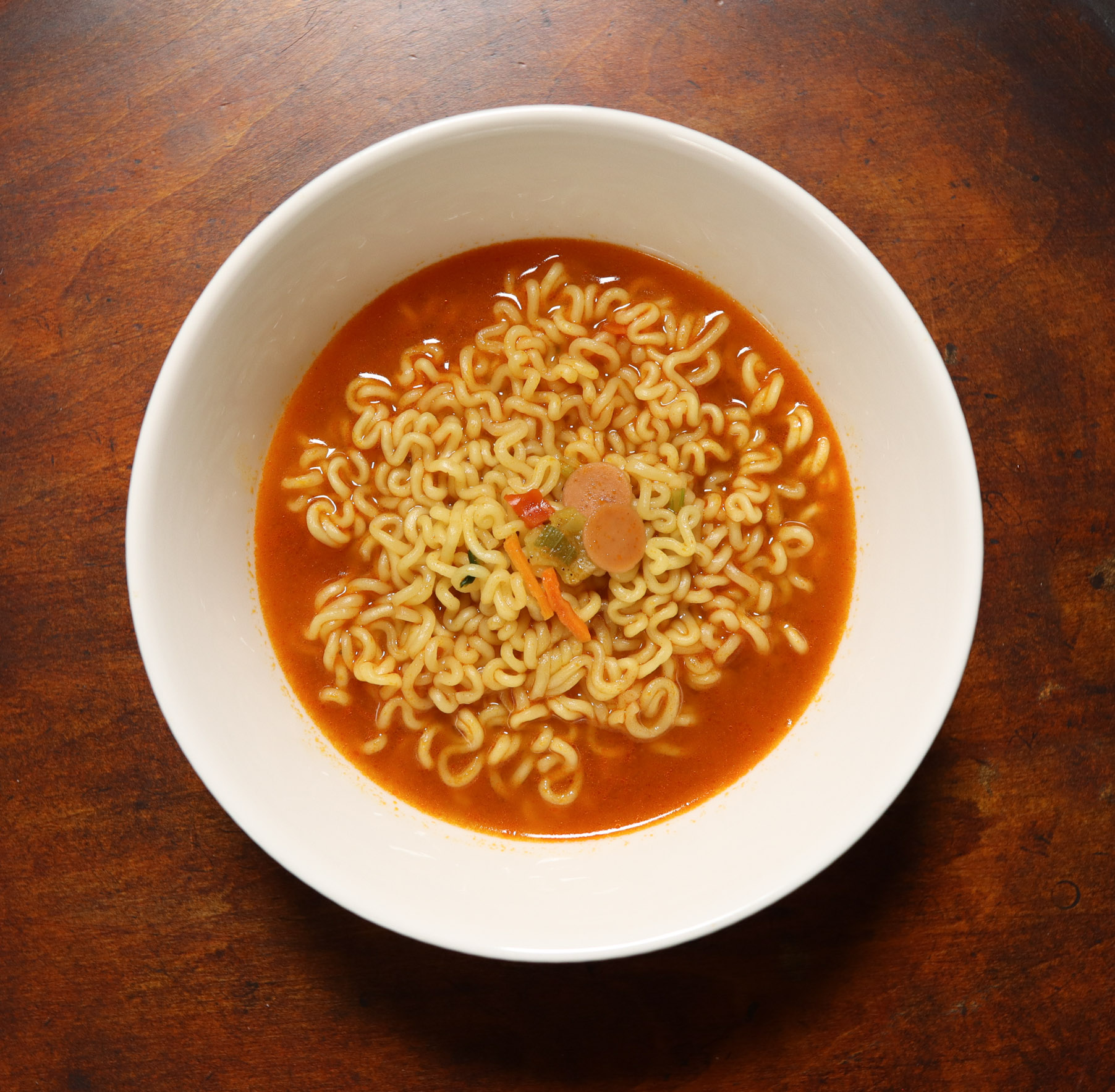
삼양라면 매운맛
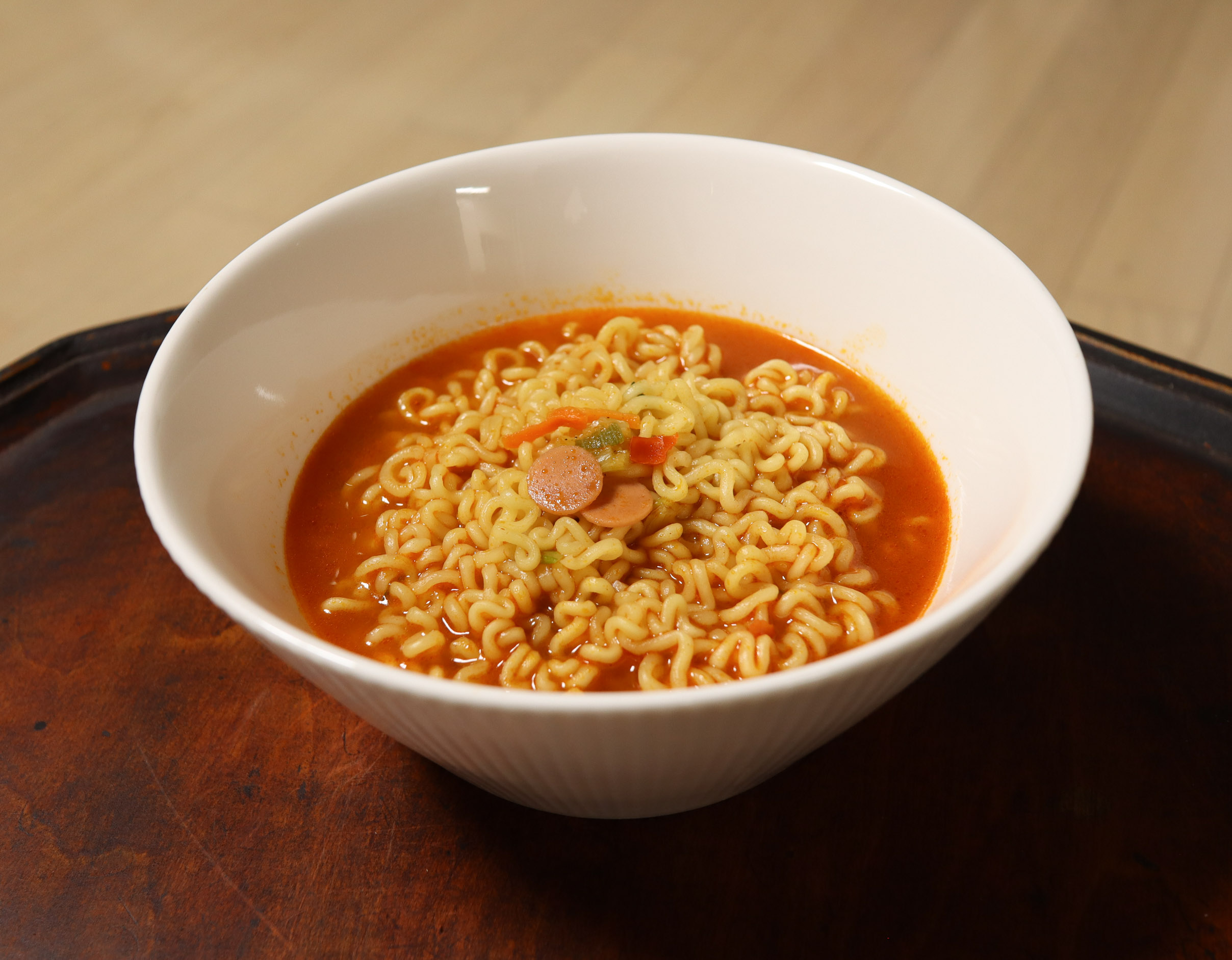
삼양라면 매운맛

삼양라면 콰트로치즈
2018년 9월에 출시된 삼양라면의 치즈볶음면 버전이었으나 단종되었다.
삼양라면 골드
삼양라면 오리지널 버전에서 해물맛을 더한 라면이다. 최초 출시는 1982년으로 이후 오랜 기간 판매가 중단되었으나 2020년 7월에 삼양라면 골드 봉지면을 한정판으로 재 출시 했고, 2020년 12월 30일에는 삼양라면 골드 용기면을 출시했다.

## 사건

### 공업용 쇠기름 사건
제6공화국(대통령 노태우)에 접어들어, 1989년 11월 3일 라면에 공업용 쇠기름을 사용한다는 투서를 받고, 검찰이 《보건범죄 단속에 대한 특별조치법》과 《식품위생법》으로 삼양식품과 관련 업체 5개사 대표를 구속 입건하였다. 검찰은 삼양라면이 “비누와 윤활유 원료로 사용하는 공업용 수입 쇠기름을 사용해 라면을 만들어 시판했다”고 발표했고, 언론은 ‘공업용 우지’라는 선정적인 용어를 이용하여 국민들을 혼란에 빠트렸다.
1989년 11월 6일 보건사회부(현 보건복지부) 장관 김종인이 라면이 인체에 무해하다는 결론을 내렸고, 11월 28일 구속자 전원이 석방되었다. 그러나 이 사건으로 인해 기업의 신뢰도는 떨어지고, 생산 및 판매가 중단되면서 직원들의 퇴사로 일자리를 잃었으며, 점유율이 급격히 하락하여 회사의 존폐 위기에 몰렸다.
2009년 9월, 최초로 닭고기 국물맛을 재현한 삼양라면이 '더 클래식'이라는 부제를 붙여 따로 출시되었다. 그러나 이후 단종되었다.
2010년 3월 23일 창업주인 전중윤 회장이 명예회장으로 물러나고, 전인장 회장이 취임했다.

### 삼양라면 구매운동
2008년 6월 라면 제조사인 삼양식품과 농심에서 생산하는 라면제품에 각각 이물질이 발견되어 물의를 일으켰다. 6월 13일 삼양식품의 용기라면 ‘큰컵 맛있는 라면’에서 금속성 너트(암나사)가 발견되었고, 6월 17일 농심 신라면에서 바퀴벌레 이물질이 나왔다고 보고되었다.
도리어 누리꾼들은 "삼양라면을 먹읍시다"라고 호소하고 '삼양라면 구매운동'이 누리꾼 사이에서 확산되었다.